# Elvis Stojko
Elvis Stojko (* 22. März 1972 in Newmarket, Ontario) ist ein kanadischer Schauspieler und ehemaliger Eiskunstläufer, der im Einzellauf startete. Er ist der Weltmeister von 1994, 1995 und 1997 und der Vier-Kontinente-Meister von 2000.

## Leben
Stojkos Eltern emigrierten in den 1950er Jahren nach Kanada. Sein Vater kam aus Slowenien und ging 1955 nach Kanada. Seine in Ungarn geborene Mutter Irene floh aus Ungarn 1956 nach dem Einmarsch der Truppen des Warschauer Pakts. Elvis Stojko wurde in Newmarket, Ontario geboren und wuchs in Richmond Hill, Ontario auf. Seine Eltern benannten ihn nach Elvis Presley. Er begann mit vier Jahren mit dem Eislaufen und gewann seinen ersten Wettbewerb im Alter von sechs Jahren. Als Kind betrieb er auch Karate und brachte es im Alter von 16 Jahren zum Schwarzen Gürtel.

## Karriere
Bei den Olympischen Winterspielen 1994 und 1998 gewann Stojko jeweils die Silbermedaille. 1994, 1995 und 1997 wurde er Weltmeister, außerdem siebenmal kanadischer Meister. 1995 musste er wegen einer Knöchelverletzung bei den kanadischen Meisterschaften zurückziehen, wurde aber dennoch vom kanadischen Verband für die Weltmeisterschaften gesetzt. Diese Weltmeisterschaften gewann er mit einer der besten Leistungen seiner Karriere trotz der noch nicht ausgeheilten Verletzung.
Bei den Olympischen Winterspielen 1998 war er ebenfalls verletzt. Er litt unter einer Leistenverletzung und hatte außerdem eine Erkältung. Starke Schmerzmittel durfte er wegen der Dopingbestimmungen nicht einnehmen. Die Medien waren vorab über Verletzung und Krankheit nicht informiert. Zur Medaillenvergabe erschien Elvis Stojko in Turnschuhen, da das Schlittschuhlaufen zu schmerzhaft war.
Bei der Weltmeisterschaft 1991 zeigte Elvis Stojko als erster Eiskunstläufer der Welt eine Sprungkombination mit einem Vierfach- und einem Doppelsprung. 1997, ebenfalls bei der Weltmeisterschaft, zeigte er als erster eine Vierfach-Dreifach-Kombination. 2002 wurde Stojko Profi. Am 10. August 2006 erklärte er seinen Rücktritt vom Eiskunstlaufen.
Nach der Herrenkonkurrenz der Olympischen Spiele in Vancouver 2010, bei der Evan Lysacek vor Jewgeni Pljuschtschenko Gold gewann, stellte sich Stojko auf die Seite von Pljuschtschenko und kritisierte das Wertungssystem, da es Vierfachsprünge nicht hoch genug bewerten würde und somit das Eiskunstlaufen eine Entwicklung nähme, die es als Höchstleistungssportart, bei der es vor allem um technische Elemente, besonders Sprünge, ginge, entwerten würde.

## Persönliches
Stojko schrieb über seine Karriere ein Buch mit dem Titel „Heart and Soul“. Er engagiert sich bei den Ronald McDonald Children’s Charities in Kanada.
In der Simpsons-Episode Kill Gil: Vols. 1 & 2 aus der 18. Staffel aus dem Jahr 2006 hat Stojko einen Gastauftritt, bei dem er sich selbst sprach. 2019 übernahm er eine Filmrolle in Mutant Outcasts. Von 2019 bis 2021 wirkte er in der Fernsehserie Hudson & Rex mit.
Am 20. Juni 2010 heiratete Stojko in Las Vegas die mexikanische Eiskunstläuferin Gladys Orozco.

## Ergebnisse
| Meisterschaft / Jahr            | 1990    | 1991    | 1992    | 1993    | 1994    | 1995    | 1996    | 1997    | 1998    | 1999    | 2000    | 2001    | 2002    |
| ------------------------------- | ------- | ------- | ------- | ------- | ------- | ------- | ------- | ------- | ------- | ------- | ------- | ------- | ------- |
| Olympische Winterspiele         |         |         | 7.      |         | 2.      |         |         |         | 2.      |         |         |         | 8.      |
| Weltmeisterschaften             | 9.      | 6.      | 3.      | 2.      | 1.      | 1.      | 4.      | 1.      | Z       | 4.      | 2.      | 10.     |         |
| Vier-Kontinente-Meisterschaften |         |         |         |         |         |         |         |         |         | 3.      | 1.      |         |         |
| Kanadische Meisterschaften      | 2.      | 2.      | 2.      | 2.      | 1.      |         | 1.      | 1.      | 1.      | 1.      | 1.      |         | 1.      |
| –                               |         |         |         |         |         |         |         |         |         |         |         |         |         |
| Grand-Prix-Wettbewerb / Saison  | 1989/90 | 1990/91 | 1991/92 | 1992/93 | 1993/94 | 1994/95 | 1995/96 | 1996/97 | 1997/98 | 1998/99 | 1999/00 | 2000/01 | 2001/02 |
| Grand-Prix-Finale               |         |         |         |         |         |         | 2.      | 1.      | 2.      |         | 2.      |         |         |
| Skate America                   |         | 8.      |         |         |         |         |         |         |         | 4.      | 3.      |         |         |
| Skate Canada                    |         |         | 1.      | 1.      |         | 1.      |         | 1.      | 1.      | 2.      | 2.      |         | 2.      |
| Nations Cup                     |         |         |         |         |         | 1.      |         |         | 1.      |         |         |         | 6.      |
| Trophée Lalique                 |         |         |         |         |         |         | 3.      | Z       |         |         |         |         |         |
| NHK Trophy                      |         |         | 2.      |         |         | 1.      | 1.      |         |         |         |         | Z       |         |

- Z = Zurückgezogen

## Filmografie (Auswahl)
- 1998: The Christmas Angel: A Story on Ice (Fernsehfilm)
- 1999: Michelle Kwan Skates to Disney’s Greatest Hits (Fernsehfilm)
- 2000: Ein Engel auf Glatteis (Ice Angel, Fernsehfilm)
- 2006: Die Simpsons (The Simpsons, Zeichentrickserie, Episode 18x09, als sich selbst)
- 2016: Ice Girls (Fernsehfilm)
- 2016: The Use of Deadly Force (Kurzfilm)
- 2019: Murdoch Mysteries – Auf den Spuren mysteriöser Mordfälle (Murdoch Mysteries, Fernsehserie, Episode 12x13)
- 2019: Mutant Outcasts (Enhanced)
- 2019–2021: Hudson & Rex (Fernsehserie, 2 Episoden)
- 2021: Pretty Hard Cases (Fernsehserie, Episode 1x09)